# Harry Collett
 (février 2020).
Si vous disposez d'ouvrages ou d'articles de référence ou si vous connaissez des sites web de qualité traitant du thème abordé ici, merci de compléter l'article en donnant les références utiles à sa vérifiabilité et en les liant à la section « Notes et références ».
Harry Collett, né le 17 janvier 2004 à Essex, est un acteur britannique.

## Carrière
Harry Collett fait ses débuts d'acteur dans le court-métrage télévisé Casualty en 2010.
En 2014, il est apparu dans la vidéo de la reprise de Baby, It's Cold Outside d'Idina Menzel et Michael Bublé, jouant une version plus jeune de Michael Bublé. Entre 2014 et 2019, il est apparu dans dix épisodes de Casualty.
En 2015, il joue un jeune Galavant dans un épisode de la série télévisée américaine de comédie musicale fantaisiste Galavant. La même année, il a joue le rôle de Buzzbee dans la série télévisée britannique pour enfants La Ruche (The Hive), animée par CGI. En 2016, il incarne le jeune Raymond dans le film d'animation biographique britannique Ethel et Ernest. En 2017, il fait une apparition dans le film de guerre Dunkerque de Christopher Nolan.
Collett a joué dans le film Le Voyage du Docteur Dolittle, dans le rôle de Tommy Stubbins, l'apprenti autoproclamé du Dr John Dolittle.
En 2022, il interprète le rôle du prince Jacaerys Velaryon, premier enfant de la princesse héritière Rhaenyra Targaryen, dans la série House of the Dragon, préquelle de Game of Thrones.

## Filmographie

### Cinéma

#### Longs métrages
- 2017 : Dunkerque (Dunkirk) de Christopher Nolan : garçon
- 2018 : Dead in a Week : Or Your Money Back de Tom Edmunds : William à 10 ans
- 2020 : Le Voyage du Docteur Dolittle (Dolittle) de Stephen Gaghan : Tommy Stubbins

#### Longs métrages d'animation
- 2016 : Ethel et Ernest (Ethel & Ernest) : Raymond, jeune (voix)

#### Courts métrages
- 2010 : TV Casualty de Daniel Lee Perea et April Perea : Ollie Hide
- 2017 : Honour de Rocky Palladino : Lee
- 2018 : Angels Of Our Past de Max Law : Adam

### Télévision

#### Séries télévisées
- 2014, 2016-2022 : Casualty : Oliver Hide (10 épisodes)
- 2015 : Galavant : Galavant, jeune
- 2022 - En cours : House of the Dragon : Jacaerys Velaryon

#### Séries d'animation
- 2015 : La Ruche (The Hive) : Buzzbee (voix, 5 épisodes)

### Clips vidéos
- 2014 : Baby, It's Cold Outside de Idina Menzel et Michael Bublé : Michael Bublé, jeune